# جوزف سدار
جوزف سدار (انگلیسی: Joseph Cedar؛ زادهٔ ۳۱ اوت ۱۹۶۸) کارگردان، و فیلم‌نامه‌نویس اهل کشور اسرائیل است. وی از سال ۲۰۰۰ میلادی تاکنون مشغول فعالیت بوده‌است. او تاکنون برنده جوایز مهمی از جمله خرس نقره‌ای از جشنواره بین‌المللی فیلم برلین به عنوان بهترین کارگردان شده است. در سال ۲۰۱۱ نیز به خاطر فیلم «پانویس»، برندهٔ بهترین فیلمنامه از جشنواره فیلم کن شد.